# 圓突淺寄居蟹
圓突淺寄居蟹（学名：Paragiopagurus boletifer），又名蘑突鞭刺寄居蟹，为擬寄居蟹科淺寄居蟹屬下的一个种。